# Calhoun County, Texas
Calhoun County är ett county i sydöstra delen av delstaten Texas vid Mexikanska golfen cirka 140 km sydväst om Houston. År 2010 hade countyt 21 381 invånare. Den administrativa huvudorten (county seat) är Port Lavaca. Countyt har fått sitt namn efter USA:s sjunde vicepresident John C. Calhoun.

## Geografi
Enligt United States Census Bureau har countyt en total area på 2 673 km². 1 327 km² av den arean är land och 1 346 km² är vatten.

### Angränsande countyn
- Jackson County - norr
- Matagorda County - öst
- Mexikanska golfen - sydost
- Aransas County - sydväst
- Refugio County - väst
- Victoria County - nordväst

### Städer och samhällen
- Alamo Beach
- Indianola
- Magnolia Beach
- Point Comfort
- Port Lavaca
- Seadrift